# Boda församling, Karlstads stift
Boda församling är en församling i Södra Värmlands kontrakt i Karlstads stift. Församlingen ligger i Kils kommun i Värmlands län och ingår i Kils pastorat.

## Administrativ historik
Församlingen bildades 28 januari 1616 genom en utbrytning ur Brunskogs församling.
Församlingen var till 1992 annexförsamling i pastoratet Brunskog och Boda som från den 4 juli 1705 även omfattade Mangskogs församling. Från 1992 är den annexförsamling i pastoratet Stora Kil, Frykerud och Boda.

## Kyrkor
- Boda kyrka